# August von Platen
Karl August Georg Maximilian Graf von Platen-Hallermünde (24. oktober 1796 i Ansbach – 5. december 1835 i Siracusa på Sicilien), som regel omtalt som August von Platen, var en tysk digter.

## Liv
Platen stammede fra en forarmet adelsfamilie. Som ung mand deltog han i felttoget mod Napoleon Bonaparte. I 1818 begyndte han at studere, men opgav studierne året efter for at hellige sig digtningen. Han begyndte at studere persisk sprog og litteratur og udgav i 1821 Ghaselen og i 1823 Neue Ghaselen. I efteråret 1824 rejste han for første gang til Venedig, der gav inspirationen til Sonette aus Venedig.
Efter en strid med Heinrich Heine, som gjorde offentligheden opmærksom på Platens homoseksualitet, mens Platen angreb Heine for at have jødiske rødder, forlod han Tyskland for altid i 1826 og slog sig ned i Italien. Her lærte han blandt andre Giacomo Leopardi at kende. I 1835 flygtede han fra koleraen i Napoli til Palermo og videre til Siracusa, hvor han døde, kun 39 år gammel.

## Indflydelse
Thomas Mann baserede figuren Gustav von Aschenbach (August = Gustav, Platens fødested Ansbach = Aschenbach) i Døden i Venedig delvis på Platen. Han skrev også et essay om ham. I Norden var særlig Vilhelm Ekelund optaget af Platen.